# Parcelă de plante rare (monument al naturii din Ucraina)
Parcela de plante rare (în ucraineană Ділянка рідкісних рослин) este un monument al naturii de tip botanic de importanță locală din raionul Adâncata, regiunea Cernăuți (Ucraina), situat la est de satul Tureatca. Este administrat de „Silvicultura Cernăuți”.
Suprafața ariei protejate constituie 2,1 hectare, fiind creată în anul 1979 prin decizia comitetului executiv regional. Statutul a fost acordat pentru protejarea unei porțiuni a pădurii (în principal stejar), unde cresc specii de plante medicinale rare. Printre acestea se numără Brândușă de munte, Hepatica nobilis și altele enumerate în Cartea Roșie a Ucrainei.